# Aleutsko gorovje
Aleutsko gorovje (angleško Aleutian Range) je gorovje v ameriški zvezni državi Aljaska, ki meri v dolžino približno 970 kilometrov. Večinoma se razteza na Aljaškem polotoku, od jezera Chakachamna, ki leži približno 130 kilometrov od Anchoragea, do otoka Unimak, ki je del Aleutov. Najsevernejši del Aleutskega gorovja se imenuje Chigmit in predstavlja prehodno območje iz večjega Aljaškega gorovja na severovzhodu.
Aleutsko gorovje v geološkem smislu ne pripada Pacifiškemu obalnemu gorovju, temveč pa pacifiškemu ognjenemu obroču. V širšem smislu to pomeni, da se zahodno od konice Aljaškega polotoka razteza še približno 1700 kilometrov, kjer je velik del gorovja pod morsko gladino, otoki Aleutov pa predstavljajo njegove vrhove.
Veliko predelov Aleutskega gorovja je težko dostopnih ter je do njih mogoče priti le z ladjo ali helikopterjem. Gorovje je znano po večjem številu aktivnih ognjenikov. Najvišji vrh je vulkan Redoubt z nadmorsko višino 3108 metrov, sledi pa ognjeniški vrh Iliamna z nadmorsko višino 3054 metrov. Oba sta v delu gorovja, ki se imenuje Chigmit.
Sredi leta 2008 je prišlo do dveh ognjeniških izbruhov na otokih Aleutov. Najprej je 12. julija izbruhnil vulkan na gori Okmok, ki je bruhal mesec dni in povzročil dviganje oblaka pepela in plina v višino več kot 15 kilometrov. Drugi izbruh je imel skoraj enake lastnosti, zgodil pa se je 7. avgusta na gori Kasatochi. Območje Aleutov in Aleutskega gorovja je poleg tega dovzetno za potrese, saj leži na mestu stikanja pacifične in severnoameriške tektonske plošče. Dne 23. junija 2014 ga je prizadel potres z magnitudo 7,9 in stopnjo VIII po Mercallijevi lestvici, katerega žarišče je bilo v osrednjem delu aleutskega otočnega loka.

## Najvišji vrhovi
- Mount Redoubt (3108 m)
- Iliamna (3054 m)
- Mount Neacola (2873 m)
- Mount Shishaldin (2857 m), na otoku Unimak, ki je del Aleutov
- Mount Pavlof (2715 m)
- Mount Veniaminof (2508 m)
- Isanotski Peaks (2446 m), na otoku Unimak
- Mount Denison (2318 m)
- Mount Griggs (več kot 2317 m)
- Mount Douglas (2153 m)
- Mount Chiginagak (2134 m)
- Double Peak (2078 m)
- Mount Katmai (2047 m)
- Pogromni (2002 m), na otoku Unimak